# 小樽市立山の手小学校
小樽市立山の手小学校（おたるしりつ やまのてしょうがっこう）は、北海道小樽市花園5丁目にある公立小学校。

## 概要
- 本校は、入船（一部学区のみ）・最上・緑の3小学校を統合して開校した。

## 沿革
- 2018年（平成30年）
  - 4月1日 - 開校。
  - 4月6日 - 9時30分から、本校体育館にて開校式挙行[1]。
  - 4月7日 - 第1回入学式挙行[2]。
  - 5月 - 開校を祝う会開催。
- 2019年（平成31年）3月 - 第1回卒業式挙行。
- 2020年（令和2年）2月 - この時期から3月24日まで、新型コロナウィルス感染症に関わる臨時休校の措置を採った。

## 通学区域
- 入船4丁目（19番～27番）、入船5丁目（5番～18番・20番以降）、天狗山1丁目、天狗山2丁目、富岡1丁目（33番以降）、花園5丁目（1番・2番）、松ヶ枝1丁目（1番～23番・30番～32番）、松ヶ枝2丁目、緑1丁目（9番～31番）、緑2丁目、緑3丁目、緑4丁目、緑5丁目（1番・2番）、最上1丁目、最上2丁目[3][4]

## 周辺
- 小樽公園
  - 総合体育館
  - グラウンド
  - 小樽緑ヶ丘球場
- 小樽緑ヶ丘二丁目郵便局
- 入船公園
- セブンイレブン小樽緑店

## アクセス
- 北海道中央バス「洗心橋」バス停下車後、徒歩約370m・約6分。